# Paul Kalma
Paul Kalma (Rotterdam, 28 april 1948) is een Nederlands politicus. Hij was namens de Partij van de Arbeid van 30 november 2006 tot 17 juni 2010 lid van de Tweede Kamer. Daarvoor was hij lange tijd directeur en medewerker van de Wiardi Beckman Stichting, het wetenschappelijk bureau van de PvdA. In de Tweede Kamer voerde hij het woord over staatsrecht, bestuurlijke vernieuwing, globalisering en maatschappelijk verantwoord ondernemen.

## Loopbaan
Kalma is de zoon van de Rotterdamse politieman Bouwe Kalma. Hij studeerde sociologie aan de Universiteit van Amsterdam. Hij is sinds 1975 lid van de PvdA. In 1977 trad hij in dienst van de Wiardi Beckman Stichting en op 1 november 1989 werd hij directeur van het wetenschappelijk bureau. Uit hoofde van die functie was hij tevens adviserend lid van het partijbestuur van de PvdA. Hij werd als directeur opgevolgd door Monika Sie Dhian Ho.
Als directeur waarschuwde hij ten tijde van de kabinetten onder premier Wim Kok voor een te liberale koers van zijn partij. Ook in zijn boek Links, rechts en de vooruitgang uit 2004 pleitte Kalma voor een herwaardering van traditionele sociaaldemocratische opvattingen over bijvoorbeeld werkgelegenheid en sociale zekerheid. In april 2006 noemde hij de komst van meer moslims bij de PvdA een herstel van religieuze inspiratie binnen het solidariteitsidee, die tot 'mooie, maar lastige discussies' kan leiden.

#### Tweede Kamer
Bij de Tweede Kamerverkiezingen van 2006 werd hij gekozen als lid van het parlement. Op 31 januari 2007 hield hij zijn maidenspeech over de begroting Binnenlandse Zaken voor 2007. In de Tweede Kamer is hij lid van de Commissie Binnenlandse Zaken en Koninkrijksrelaties, de Commissie Financiën en de Commissie Rijksuitgaven. Ook is Kalma plaatsvervangend lid van de Commissie Economische Zaken en de Commissie Nederlands-Antilliaanse en Arubaanse Zaken.
Hij nam in 2007 van Niesco Dubbelboer de verdediging over van een door PvdA, GroenLinks en D66 ingediend initiatiefwetsvoorstel over het opnemen in de Grondwet van het correctief referendum. Ook is hij mede-initiatiefnemer van een wetsvoorstel van deze drie partijen voor de invoering van het raadgevend referendum.
In 2009 nam de Tweede Kamer op initiatief van Kalma in de wet op dat ondernemingen met meer dan 250 werknemers minimaal dertig procent vrouwelijke leden van de Raad van Bestuur en de Raad van Toezicht moeten hebben. Wanneer een bedrijf dit streefcijfer niet haalt moet zij in het jaarverslag een plan van aanpak presenteren.
Begin 2010 vroeg Kalma met zijn collega Pierre Heijnen aan staatssecretaris Ank Bijleveld om in verband met de dikwijls lage temperaturen in januari en februari en de gevolgen die dat heeft voor de opkomst bij de verkiezingen de gemeenteraadsverkiezingen voortaan niet meer in maart, maar pas later in het jaar plaats te laten vinden. Vanwege de timing, vlak voor de gemeenteraadsverkiezingen, kwam dit hen op kritiek te staan van Wouter Bos. In maart 2010 publiceerde hoogleraar politicologie Joop van Holsteyn een artikel in Socialisme & Democratie waarin hij steun betuigde aan het door Kalma en Heijnen bepleitte onderzoek naar de invloed van het weer op verkiezingen, omdat met name in Engeland en de Verenigde Staten dit effect al langer bewezen is.
Kalma stond bij de Tweede Kamerverkiezingen van 2010 op een 41e plaats op de kandidatenlijst van de PvdA. Hij werd als zodanig niet opnieuw verkozen tot lid van de Tweede Kamer.

## Publicaties
- Diverse artikelen in Socialisme & Democratie, over onder meer de verzorgingsstaat, overheid en democratie, immigratie- en integratiebeleid, milieupolitiek, economisch beleid, arbeid, cultuurpolitiek, geschiedenis en de sociaaldemocratie. Artikelen vanaf het jaargang 2002 zijn vrij downloadbaar.
- Redactielid bij verschillende WBS-studies en rapporten waaronder Een partij om te kiezen, 1991; Niemand aan de kant, 1992; De ecologische kwestie, 1992; De rode draden van de sociaal-democratie, 1998, De terugkeer van de politiek, en De kaasstolp aan diggelen, 2000.
- 1982 - De illusie van de 'democratische staat': kanttekeningen bij het sociaal-democratisch staats- en democratiebegrip
- 1988 - Het socialisme op sterk water. Veertien stellingen
- 1995 - De wonderbaarlijke terugkeer van de solidariteit
- 1995 - De verplaatsing van de politiek (met anderen)
- 1998 - Draagkracht onder druk
- 2001 - Ondernemen of overnemen (met anderen)
- 2004 - Links, rechts en de vooruitgang (ISBN 9053304207)
- 2012 - Makke schapen. Over volgzame burgers en vluchtige politiek (ISBN 9789035136427)

- Digitale Bibliotheek voor de Nederlandse Letteren: kalm011
- Gemeinsame Normdatei: 172178622
- International Standard Name Identifier: 0000 0000 3364 5260
- Library of Congress Control Number: n82160753
- Nederlandse Thesaurus van Auteursnamen: 068902387
- Parlement.com: vhekc59mz7wr
- Virtual International Authority File: 48121063
- WorldCat: E39PBJdh73yHY8HCpDXwcxkdQq